# Теркель в беде
Теркель в беде (дат. Terkel i knibe) — датский компьютерный анимационный музыкальный комедийный фильм 2004 года для взрослых, режиссёр Андерс Маттесен. Это первый датский полнометражный компьютерный анимационный фильм. Мультфильм представляет собой адаптацию комедийного альбома Маттесена 2001 года «Arne fortæller… Terkel i knibe». Андерс Маттесен озвучивает почти всех персонажей мультфильма. "Теркель в беде" был хорошо принят и имел финансовый успех, заработав 17,9 миллиона датских крон при бюджете в 10 миллионов датских крон, став седьмым по прибылям фильмом в Дании в 2004 году. Он получил множество наград, в том числе приз зрительских симпатий на 22-й церемонии вручения премии Роберт. Теркель в беде был дублирован на несколько языков, включая норвежский, шведский, нидерландский, немецкий, итальянский, украинский и русский. Английский дубляж мультфильма был выпущен Eureka Entertainment в Великобритании 1 сентября 2006 года.
3 февраля 2017 года мультфильм был выпущен в США дистрибьюторской компанией Indican Pictures под названием «The Trouble with Terkel»(Проблемы с Теркелем) с участием американского актёрского состава. Эта версия мультфильма получила в основном негативные отзывы.
В 2019 году состоялась премьера датской сценической адаптации мультфильма под названием Terkel — The Motherfårking Musical. Позже Андерс Маттесен и Торбьерн Кристофферсен совместно работали над мультфильмом «Клетчатый ниндзя» с участием некоторых персонажей из «Теркеля в беде».

## Сюжет
Теркель Могенсен — слабохарактерный и трусливый мальчик, живущий в Копенгагене, и учащийся в 6-м классе средней школы вместе со своим лучшим другом Джейсоном, который всегда носит с собой железную трубу. Во время перемены к ним подходит человек и говорит Теркелю, что он сел на паука. Теркель отмахивается, говоря, что его джинсы легко отстираются. Человек, который ранее был с Теркелем и Джейсоном, представляется Гуннаром, новым школьным учителем. Во время урока в класс входит Гуннар, он сообщает классу о смерти учительницы Ивонн, чем вызвал восторг у всего класса.
Беате и Леон, родители Теркеля, женятся. Во время их свадебного банкета два хулигана — одноклассники Теркеля, Нигель и Саки, манипулируют Теркелем, заставляя его украсть для них пиво. Вспыльчивый и склонный к алкоголизму, жесткий дядя Теркеля, Стюарт Стардаст, замечает это и избивает хулиганов, которые после из чувства мести ещё больше терроризируют Теркеля, от чего тот становится беспомощным. Дорит, одноклассница с избыточным весом, пытается поддержать Теркеля и признается ему в чувствах. Хулиганы Нигель и Саки замечают это и дразнят обоих. Дорит не выдерживает издевательств, отчего совершает попытку самоубийства. После этого случая Нигель и Саки сблизились с Теркелем, дружба между Теркелем и Джейсоном становится натянутой. Теркель начинает получать многочисленные и жуткие анонимные угрозы убийством, он не получает никакой помощи от окружающих, из-за чего становится подавленным и всё более настороженным по отношению к людям.
Однажды Гуннар берет класс в поход, чтобы изучить тритонов (В оригинале Саламандры). В автобусе Теркель сидит со Стином и Саки, чем сильнее раздосадовал Джейсона. Теркель тщетно пытается поговорить с ним и он продолжает проводить время со Нигелем и Саки. Теркель выдает, что Джейсон ведет себя странно и отчужденно, на что Стин отвечает, что Дорит была сестрой Джейсона, что шокировало, и думает, что все угрозы смертью исходили от него, чтобы отомстить за предполагаемое самоубийство его сестры (в дубляже причиной его поведения была безответная любовь к Йоханне). Во время ночлега Теркель находит мертвую кошку в своем спальном мешке и получает SMS с угрозами от Джейсона. Стин и Саки советуют Теркелю рассказать всё Гуннару, что он и делает.
Желая спастись, Теркель обращается к Гуннару (в дубляже последним до этого говорилось, что ябеды обществом не одобряются), но с ужасом разоблачает в последнем убийцу-садиста: именно он отправлял анонимные угрозы убийством в качестве мести за убитого ранее паука (и избиение двух хулиганов — в дубляже) и убил учительницу Ивонн, дабы получить её классное руководство. Начинается погоня по лесу. Гуннар настигает и пытается убить Теркеля, однако Джейсон приходит на помощь, вырубая Гуннара трубой. Теркель и Джейсон мирятся. Гуннар приходит в сознание и снова пытается напасть на Теркеля, что приводит к потасовке между первым и Джейсоном. Теркель предпринимает неудачные попытки спасти Джейсона, и у него это удаётся, но Гуннар осиливает двоих и готовится прикончить обоих. Упавшая с дерева труба пронзает голову Гуннару, от чего тот падает. Между Джейсоном и Теркелем не только восстановилась дружба, но и Джейсон обрёл подругу Йоханну. Во время разговора их находит парень в хоккейной маске с бензопилой, они оба убегают в страхе. Выясняется, что это рассказчик и по совместительству учитель музыки в школе Теркеля Арне Нугатгрен, пытается обсудить мораль истории, хотя и с трудом её запоминает. Тем временем Гуннар с трубой в голове оживает.

## Актёры
| Имена персонажей | Имена персонажей                                                                 | Голоса персонажей | Голоса персонажей                                  | Голоса персонажей             | Голоса персонажей                 |
| Датский          | Адаптация на других языках                                                       | Датский           | Русский                                            | Британский                    | Американский                      |
| ---------------- | -------------------------------------------------------------------------------- | ----------------- | -------------------------------------------------- | ----------------------------- | --------------------------------- |
| Теркель          | Торкель (шведский дубляж)                                                        | Андерс Маттесен   | Александр "Fozzey" Сидоренко, Мистер Малой (вокал) | Эдриэн Эдмондсон              | Майк Олсен                        |
| Арне Нугатгрен   | Барри Крембон                                                                    | Андерс Маттесен   | DJ Romeo, Пётр Козельский (вокал)                  | Билл Бейли                    | Ричард Джейнс Рун Кинкейд (вокал) |
| Джейсон          | Потап, Максим "МакСОК" Новый (вокал)                                             | Андерс Маттесен   | Бен Бишоп                                          | Ева Мауро Рун Кинкейд (вокал) |                                   |
| Стин             | Найджел (Британский и американский дубляж) Нигель (Украинский и русский дубляж)  | Андерс Маттесен   | Бен Бишоп                                          | Степан Казанин                | Стивен Джи                        |
| Саки             | Саки                                                                             | Андерс Маттесен   | Бен Бишоп                                          | Сергей Фоменко                | Джейк Голдман                     |
| Беате            | Шейла                                                                            | Ким Маттесен      | Светлана Капустина                                 | Оливия Колман                 | Марлиз Гарба-Райт                 |
| Рита             | Фиона (британский дубляж) Люси (американский дубляж)                             | Андерс Маттесен   | Екатерина Боголюбова                               | Хелена Роман                  | Нурия Гарба                       |
| Дорит            | Дорис                                                                            | Андерс Маттесен   | Lilu                                               | Хелена Роман                  | Ванесса Гомес                     |
| Салли            | Салли                                                                            | Андерс Маттесен   | ¿?                                                 | Мелейн Купер                  | ¿?                                |
| Силас            | Оспри (британский дубляж) Маркус (американский дубляж) Нильс (норвежский дубляж) | Андерс Маттесен   | Виталий Козловский                                 | Бен Бишоп                     | Джеффри Гарвер                    |
| Гуннар Бьерре    | Джастин (британский дубляж) Дик Балсак (американский дубляж)                     | Андерс Маттесен   | Вадим Красноокий, Владимир Рекшан (вокал)          | Тоби Стивенс                  | Шарк Файрстоун                    |
| Йоханна          | Джоанна                                                                          | Андерс Маттесен   | ¿?                                                 | Мелейн Купер                  | Диана Торн                        |
| Хо               | Хо                                                                               | Андерс Маттесен   | ¿?                                                 | Мелейн Купер                  | ¿?                                |
| дядя Стюарт      | дядя Стюарт                                                                      | Андерс Маттесен   | Василий Гонтарский, Владимир Рекшан (вокал)        | Джонни Вегас                  | Чад Риджли                        |
| Леон             | Леон                                                                             | Андерс Маттесен   | ¿?                                                 | Тим Эверетт                   | Крис Терглиафера                  |
| Священник        | Священник                                                                        | Андерс Маттесен   | ¿?                                                 | Тим Эверетт                   | Томас Дэн Фрини                   |

Фильм дублирован студией «Tretyakoff Production» в 2007 году.
Последующие дубляжи мультфильма сохраняют особенность одного актёра, играющего большую часть или все роли. Это было сделано для норвежского (Аксель Хенни), шведского (Феликс Хернгрен), немецкого (Бела Б.) и венгерского (Ганкста Золи) дублирования фильма. Однако этого не было сделано для итальянского, русского, украинского и двух английских дубляжей, в которых задействовано несколько актёров.

## Бонусные материалы
- Короткометражный мультфильм, в котором персонажи подают заявку на кастинг для мультфильма, где Дорис среди прочего все время ест еду, поскольку вначале она была худой, пока она пытается сыграть Джоанну.
- 2 «вырезанных» сцены с Фионой, где ей завязывают глаза и ей дают ложку чтобы она ела кукурузные хлопья, но в конечном итоге она ест сигареты своей матери, которые обжигают её язык, и где ей дали трость, и что она ищет Теркеля на дороге. и она попадает под грузовик, возвращается только трость.
- 55-секундный фильм, в котором, Андерс и Теркель спорят в студии звукозаписи из-за слишком низкого гонорара Теркеля.
- Веб-сайт Дорис где есть гостевая книга и блог и стихи. Она назвала своего хомяка в честь главного героя.
- Серия звонков Стюарта с børnetelefonen.

## Производство
С "Помогите! Я рыба" мы сделали все, что могли, чтобы было вкусно. Уха, его должны были продать в США! Диалоги были скорректированы так, чтобы никого не обидеть. Но фильм так и не был продан в Соединенные Штаты. Итак, мы пытались осчастливить некоторых американцев, которые, в конечном счете, не захотели фильм. Насколько это весело? Я думаю, вы достигаете большего, когда не пытаетесь никому угодить.
— Стефан Фьельдмарк 
Персонажи для мультфильма были придуманы датским стендап-комиком Андерсом Маттесеном. Персонаж Дяди Стюарта ранее фигурировал в шоу Маттесена Fra ende til Anden в 1999 году. В 2001 году Маттесен и композитор Бо Расмуссен выпустили радиоспектакль на Датском радио под названием Arne fortæller ... Terkel i knibe (Арне рассказывает ... Теркель в беде), продолжение предыдущей радиоспектакля Hva' snakker du om. Альбом Arne fortæller будет выпущен в том же году. Альбом был продан тиражом 35 000 копий и получил награду «Развлекательный релиз года» на Danish Music Awards в 2002 году. Однако альбом не преуспел так, как надеялся Маттесен.
A. Film стремились создать мультфильм, который был бы намного дешевле, чем предыдущие проекты, такие как «Помогите! Я рыба», а также что-то более «кривое и другое». Стефан Фьельдмарк, соучредитель студии, ранее слушал Арне Фортеллера и обратился к Андерсу Маттесену с просьбой превратить альбом в мультфильм. Маттесен очень гордился альбомом, несмотря на его посредственный успех, и сразу же принял предложение. Фьельдмарк разочаровался в попытках настроить мультфильмы студии, чтобы они могли понравиться американской аудитории, после «Помогите! Я рыба» несколько раз отказывали в распространении в Америке. «Теркель в беде» станет для студии способом снять мультфильм без компромиссов.
Чтобы убедить A. Film, два аниматора студии, Крестен Вестбьерг Андерсен и Торбьерн Кристофферсен, создали короткометражный пилотный мультфильм для мультфильма. Он был хорошо принят, и производство мультфильма началось в 2003 году, когда Андерсен, Кристофферсен и Фьельдмарк руководили проектом. Сценарий аудиоспектакля будет переписан, чтобы соответствовать формату мультфильма. Андерсен, Кристофферсен и Фьельдмарк помогали в разработке сценария, добавляя некоторые элементы комедии и ужасов. «Теркель в беде» станет режиссёрским дебютом Кристоферсенса и дебютом сценариста Маттесенса.
Сначала Датское радио попросили помочь с финансированием проекта. Сначала они были заинтересованы, но в итоге отказались от предложения. Затем обратились к TV 2. Сначала они колебались, но в конце концов передумали. В конечном итоге бюджет мультфильма составил 10 миллионов датских крон (1,6 миллиона долларов), половину из которых предоставил Датский институт кино. Из-за небольшого бюджета анимационная группа разработала грубый стиль для персонажей мультфильма, вдохновленный Южным парком, Симпсонами и Маппетами. Это значительно ускорило производство, чему также способствовали недавние достижения в области анимационных технологий. К середине ноября 2003 года половина всей анимации была завершена. С командой из 12-15 аниматоров на анимацию фильма ушло всего четыре месяца.

### Выпуск
Премьера мультфильма «Теркель в беде» состоялась 20 марта 2004 г. на фестивале NatFilm. Затем 2 апреля 2004 года он был выпущен в Дании по всей стране. За первые три дня после выхода на мультфильма было продано 64 000 билетов и более 375 000 билетов за весь тираж. 17,9 млн датских крон (2,9 млн долларов). Он стал четвёртым самым кассовым датским фильмом в Дании в 2004 году и седьмым в целом.

### Критика
Теркель в беде получил положительные отзывы после первого выпуска. В своей статье для Berlingske Эббе Иверсен назвал мультфильм «вехой в истории кино» и «невероятно интересным». Палле Шанц Лауридсен из Kristeligt Dagblad написал: «Это одна из самых забавных вещей, которые я видел за долгое время, и я знал эту историю заранее».
Отзывы из других скандинавских стран также были положительными. Эйнар Гульдвог Стаалесен из норвежской телерадиовещательной компании NRK дал мультфильму 6 звезд из 6, а в обзоре для шведской газеты Svenska Dagbladet Каролина Эрикссон написала, что «Теркель в беде — ещё один пример того, что датчане все ещё полностью заставляя нас [шведов] одурачиваться, когда дело доходит до создания мультфильмов». большой и безошибочный сатирический талант". Актёры норвежской и шведской версий фильма Аксель Хенни и Феликс Хернгрен получили похвалу за дубляж.
Eureka Entertainment приобрела права на распространение мультфильма в Великобритании и в Ирландии, при этом компания в партнерстве с Anvil Studio выпустили английский дубляж, который вышел в 2006 году. В дубляже прозвучали голоса Эдриэна Эдмондсона, Билла Бейли, Оливии Колман, Тоби Стивенса и Джонни Вегаса. В отличие от скандинавского релиза, отзывы британских критиков были от смешанных до отрицательных. Фелим О’Нил из The Guardian дал мультфильму 2 звезды из 5, критикуя анимацию и заявляя, что, помимо шокирующей ценности мультфильма, «[у него] часто мало что ещё есть». Однако он сказал, что мультфильм не «источает самодовольство из каждого пикселя, как недавние ленивые тачки». Сэм Той, написавший отзыв для Empire, также дал мультфильму 2 звезды из 5, критикуя отсутствие четкой целевой аудитории. Но восхваляя британский актёрский состав дубляжа.
3 февраля 2017 года, почти через 13 лет после первой премьеры мультфильма «Теркель в беде» фильм был выпущен в США дистрибьюторской компанией Indican Pictures под названием «The trouble with Terkel». Это был новый английский дубляж с участием американского состава. Эта версия мультфильма была в основном раскритикована критиками и была описана как любительская, а Ник Шагер из Film Journal International назвал её «одной из самых ужасных и некомпетентных постановок в истории кино». Кэти Уолш из Los Angeles Times назвала его «мучительно устаревшим» и раскритиковала его попытки быть оскорбительными, заявив, что это «совершенно бессмысленно».

### Номинация
На 22-й церемонии вручения премии «Роберт» мультфильм «Теркель в беде» получил приз зрительских симпатий, лучший детский семейный фильм, лучший оригинальный саундтрек, лучшую песню и лучший звук. Он также был номинирован на лучший сценарий. Он получил награду Бодиль за лучший датский фильм и премию Zulu Awards за лучший фильм. На Всемирном фестиваля анимационных фильмов в Загребе Теркель в беде получил главный приз. Он был номинирован на лучший полнометражный фильм на Международном фестивале анимационных фильмов в Анси, но проиграл Восточному району

## Скандал
После того, как мультфильм был показан группе учащихся 6-го и 7-го классов на фестивале анимации в Фредрикстаде, Норвегия в 2004 году, ряд школьных руководителей выразили протест против мультфильма, заявив, что мультфильм пропагандирует травлю и не подходит для детей. Четыре школы отказались показывать мультфильм в образовательном контексте, и норвежскому омбудсмену по делам детей было направлено множество жалоб.
Андерс Маттесен отклонил эти жалобы, заявив: «Я оставляю за собой право высмеивать абсолютно все. Это возможность, а также мой долг как комика. Я считаю, что он оказывает терапевтическое и искупительное воздействие на тревожные темы». Точно так же председатель Датского совета по СМИ для детей Карстен Гюнтер заявил, что мультфильм не причинит вреда детям.

## Саундтрек
Саундтрек к мультфильму представляет собой перезапись оригинального альбома Arne fortæller с новой песней Paranoia.
Трэк-лист
Вся музыка для альбома написана Андерсом Маттесеном и Бо Расмуссеном (Босси Бо).
| №.                  | Название                                | Длительность |
| ------------------- | --------------------------------------- | ------------ |
| 1.                  | «Den Nye Lærer»                         | 7:31         |
| 2.                  | «Quangs Sang»                           | 3:37         |
| 3.                  | «Festen»                                | 6:46         |
| 4.                  | «I Anledning Af Beate Og Leons Bryllup» | 2:37         |
| 5.                  | «Plageånder»                            | 6:20         |
| 6.                  | «Hva' Med Dig Selv?»                    | 4:16         |
| 7.                  | «Onkel Stewart»                         | 3:08         |
| 8.                  | «Arne…Han Er for Cool!»                 | 2:57         |
| 9.                  | «Forfulgt»                              | 7:24         |
| 10.                 | «Salamanderturen»                       | 6:53         |
| 11.                 | «Ta' Og Fuck Af!»                       | 3:09         |
| 12.                 | «Terkel I Knibe»                        | 7:29         |
| 13.                 | «Flugten»                               | 4:05         |
| 14.                 | «Spørg Om Hjælp»                        | 2:21         |
| 15.                 | «Rigtige Venner»                        | 5:15         |
| 16.                 | «Paranoia»                              | 5:33         |
| Общая длительность: | Общая длительность:                     | 1:19:21      |

## Наследие
В 2018 году была анонсирована сценическая музыкальная версия мультфильма под названием Terkel — The Motherfårking Musical. Премьера состоялась 14 февраля 2019 года.